# Mount Faget
Mount Faget är ett berg i Antarktis. Det ligger i Östantarktis. Nya Zeeland gör anspråk på området. Toppen på Mount Faget är 3 360 meter över havet, eller 623 meter över den omgivande terrängen. Bredden vid basen är 5,0 km. Faget ingår i Admiralty Mountains.
Terrängen runt Mount Faget är kuperad åt nordväst, men åt sydost är den bergig. Trakten är obefolkad. Det finns inga samhällen i närheten. 